# Adelta (computerspelbedrijf)
Adelta, gestileerd als ADELTA, is een Japanse dojinshi-cirkel die zich richt op het ontwikkelen van homo-erotische getinte visuele romans. De groep bestaat voornamelijk uit Kurosawa Rinko, Ariko en Takasaki Riku en wordt vertegenwoordigd door Kurosawa Rinko.

## Leden
- Kurosawa Rinko (くろさわ凛子) is verantwoordelijk voor de illustraties, het scenario, het inkleuren, de achtergrondontwerpen en de montage.
- Ariko (ありこ) is verantwoordelijk voor webdesign en de achtergrondontwerpen.
- Takasaki Riku (高崎陸) is verantwoordelijk voor het scenario, het inkleuren en de achtergrondontwerpen.

## Werken
| Jaar | Titel                                           | Opmerking |
| ---- | ----------------------------------------------- | --- |
| 2014 | Cocoon (コクーン)                               | |
| 2014 | Cocoon: Black Noize (コクーン ブラックノイズ)   | Opvolger van Cocoon. |
| 2016 | Hashihime of the Old Book Town (古書店街の橋姫) | Werd later uitgebracht door HuneX voor de Playstation Vita en Nintendo Switch onder de titel Koshotengai no Hashihime NOMA.                          |
| 2017 | Umiiro Kyoushikyoku (海色狂詩曲)                | In samenwerking met de dojinshi-cirkel MonstreCarameliser. Het spel is uitgebracht als freeware met tweeversies: Umiiro Rhapsody en Umiiro Serenade. |
| 2020 | UuultraC (ウウウルトラC)                        | |
| 2024 | Ooe: Zenpen (大穢-前編-)                        | Bevat de eerste helft van Ooe. |
| 2025 | Ooe: Kanzenban (大穢-完全版-)                   | Bevat de volledige versie van Ooe. Werd gratis uitgegeven voor spelers die Ooe: Zenpen gekocht hadden.                                               |

## Lokalisatie

### Hashihime of the Old Book Town
Op 31 maart 2017, op de Amerikaanse animeconventie Anime Beston, kondigde MangaGamer aan dat Hashihime of the Old Book Town een officiële Engelstalige uitgave zal hebben. Op 26 september 2019 werd het spel uitgebracht op de officiële webshop van MangaGamer en de software-distributieplatform Steam. Op 27 oktober 2022 verscheen de hardcopy editie op de webshop van MangaGamer; deze versie bevatte de Engelse versie op een USB-stick. Op 2 februari 2024 werd het spel geüpdatet door MangaGamer met een Chinese vertaling.

### UuultraC
Op 21 november 2021 kondigde MangaGamer aan dat ze UuultraC zullen publiceren met een Engelse vertaling. Het spel verscheen op 24 maart 2022 en werd geüpdatet met een Chinese vertaling op 22 april 2025.

### Ooe
DLsite kondigde op het online platform Weibo aan dat men de Chinese versie van het spel zullen uitbrengen. Op Anime Expo 2025 kondigde MangaGamer de Engelstalige versie van het spel aan.